# Izraelský národní park

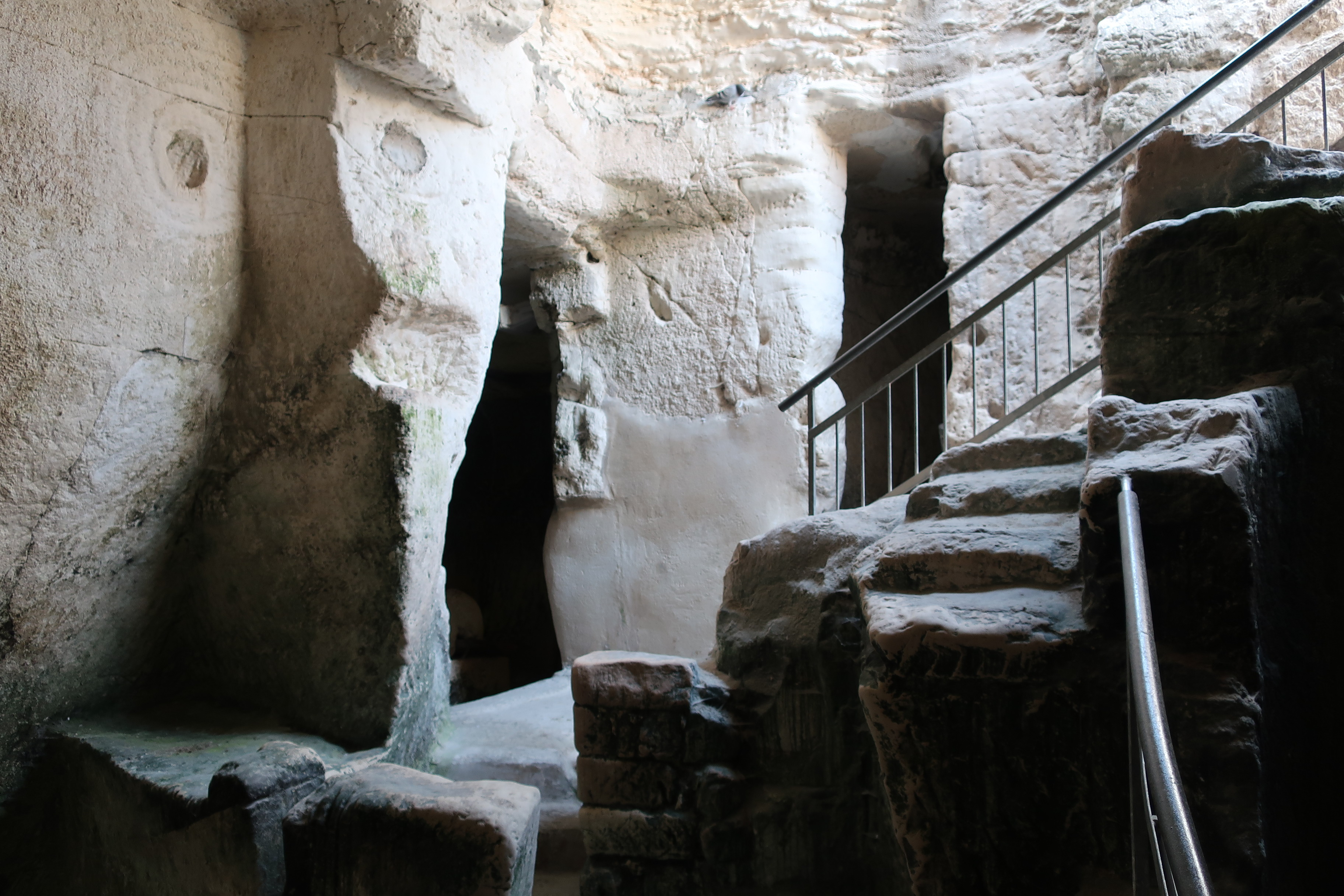
jeskynní komplex Maresha

Izraelský národní park je vyhlášená historická či přírodní lokalita, která se nachází pod kontrolou a ochranou Úřadu pro přírodu a parky státu Izrael. Část národních parků má zachovat přírodní ráz krajiny, některé parky však chrání nějakou archeologickou lokalitu (např. Megido).